# Fred Herbold
Fred David Herbold (Eugene, Oregon, 1875. szeptember 25. – Miles City, Montana, 1914. május 9.) amerikai amerikaifutball-játékos és -edző.

## Fiatalkora
1899-ben a Purdue Egyetemen gyógyszerész végzettséget szerzett, majd egy buttei bányavállalat vegyészeként és a helyi középiskola edzőjeként dolgozott.

## Edzőként
1900-ban két szezonra az Idaho Vandals vezetőedzője lett. 1902 áprilisában a szeptember 20-ától hálaadás napjáig tartó időszakra az Oregon Agricultural Aggies csapatával szerződött.

## Visszavonulása után
Az 1902-es szezont követően Montanába költözött, de úgy tervezte, hogy 1903-ban visszatér Oregonba. Jelentős bányaipari és mezőgazdasági vállalkozó lett, értékes bányarészek voltak a tulajdonában.
1906-ban feleségül vette Minnie Pope-ot, akivel Montana déli részére költöztek. A montanai törvényhozás képviselője volt.
Több hetes betegséget követően tüdőgyulladásban hunyt el 1914. május 9-én kora reggel. Sírhelye a Pioneer temetőben van.

## Eredményei vezetőedzőként
| Év                                     | Eredmény                  |
| Idaho Vandals (Független)              | Idaho Vandals (Független) |
| -------------------------------------- | ------------------------- |
| 1900                                   | 1–0                       |
| 1901                                   | 3–2–1                     |
| Eredmény:                              | 4–2–1                     |
| Oregon Agricultural Aggies (Független) |                           |
| 1902                                   | 4–1–1                     |
| Eredmény:                              | 4–1–1                     |
| Összesen:                              | 8–3–2                     |

## Fordítás
- Ez a szócikk részben vagy egészben  a   Fred Herbold című angol Wikipédia-szócikk ezen változatának fordításán alapul.  Az eredeti cikk szerkesztőit annak laptörténete sorolja fel. Ez a jelzés csupán a megfogalmazás eredetét és a szerzői jogokat jelzi, nem szolgál a cikkben szereplő információk forrásmegjelöléseként.